# Ханс Волф Екбрехт фон Дюркхайм
Ханс Волф Екбрехт фон Дюркхайм (на немски: Hans Wolf Eckbrecht von Dürckheim; * 1583/1584/1595; † 1636) е благородник от старата благородническа фамилия Екбрехт фон Дюркхайм в Рейнланд-Пфалц. Той служи като дворцов майстер на пфалцграф Йохан Казимир фон Пфалц-Цвайбрюкен-Клеебург (1589 – 1652).
Той е син на Куно VI Екбрехт фон Дюркхайм (ок. 1556 – пр. 1629), господар на Шьонек-Винщайн, и първата му съпруга Анна Ландшад фон Щайнах (1558 – 1596), дъщеря на Йохан Ландшад фон Щайнах и Фелицитас Герлина фон Бьодигхайм. Внук е на Куно IV Екбрехт фон Дюркхайм († 1555), курпфалцски съветник и бургграф на Алцай, и Барбара Блик фон Ротенбург († 1581), дъщеря на Райнхард Блик фон Ротенбург и Доротея фон Флекенщайн. Роднина е на Конрад фон Дюркхайм († 1247), епископ на Вормс (1247).
Баща му се жени втори път на 6 май 1604 г. за Мария фон Щерненфелс (ок. 1568 – 1631).
Сестра му Барбара Фелицитас Екбрехт фон Дюркхайм († 1631) се омъжва на 10 октомври 1603 г. за фогт Йохан Адам фон Хунолщайн († 1636) и е майка на Ото Филип Кристоф фон Хунолщайн (1615 – 1681).
В края на 18 век фамилията отива от Пфалц-Елзас в Бавария с името Екбрехт фон Дюркхайм-Монтмартин или Дюркхайм-Монтмартин.

## Фамилия
Ханс Волф Екбрехт фон Дюркхайм се жени на 16 октомври 1620 г. за Вероника фон Флекенщайн (* март 1597; † 27 февруари 1661), дъщеря на Фридрих XI фон Флекенщайн, господар на Зулц (1568 – 1621) и Урсула фон Виндек († 1658). Те имат децата:
- Волф Фридрих Екбрехт фон Дюркхайм (* 1622; † ноември 1698), фрайхер, женен на 20 февруари 1662 г. за Магдалена Катарина фон Хунолщайн (* 1641; † 23 февруари 1671), дъщеря на първия му братовчед фогт Ото Филип Кристоф фон Хунолщайн (1615 – 1681) и София Барбара фон Дегенфелд († 1645)
- Анна Урсула Екбрехт фон Дюркхайм (1627 – 1692), омъжена на 22 март 1647 г. за Филип Якоб Валднер фон Фройндщайн (* 1611; † 13 юни 1687)
- Йохан Хайнрих (1636 – 1710), генерал на Хесен-Дармщат и командант на Гисен.